# American Bandstand
American Bandstand (en français : « le kiosque américain »), à ses débuts nommée Bandstand, est une émission de télévision américaine qui a été diffusée sous différentes versions entre 1952 et 1989, et qui montra dès 1956 des jeunes gens en train de danser sur de la musique rock 'n' roll, puis sur de nouveaux styles de danse à partir du milieu des années 1960.
Elle est connue pour avoir révélé de nombreux jeunes talents, allant de Jerry Lee Lewis à Run DMC.

## Historique
Sa première diffusion locale fut réalisée en direct au « Studio B » de WFIL-TV à Philadelphie le 7 octobre 1952, l'émission était présentée par Bob Horn, et Lee Stewart jusqu'en 1955. Tony Mammarella en était le producteur et Edward Yates le réalisateur. Elle était produite par Dick Clark, un ancien animateur radio.
L'émission montrait des adolescents dansant sur des musiques du Hit-parade qui étaient ensuite interviewés par le présentateur et donnaient leurs avis sur ce morceau. L'une des vedettes du hit-parade était généralement présente lors de l'émission pour chanter son dernier succès. Le présentateur vedette de l'émission fut Dick Clark, récipiendaire de nombreux Emmy Awards.
En 1957, Ollie Treiz directeur des programmes d'American Broadcasting Company découvre qu'une émission diffusée sur la chaîne WFIL-TV à Philadelphie possède un très bon taux d'audience, c'est American Bandstand. Il demande alors au directeur de la station de lui envoyer un enregistrement de l'émission qu'il diffuse à ses enfants puis à ceux de ses amis et voisins. Tous aiment et avouent qu'ils regarderaient l'émission une fois rentrée chez eux. Treiz signe un contrat avec Clark pour produire l'émission de 1 500 $ par semaine et  parvient à la faire diffuser au niveau national pour 1 500 $ la minute. L'émission devient rapidement un phénomène de société en présentant des nouveaux talents et de nouvelles danses à la jeunesse américaine mais aussi une source lucrative pour ABC.

### 1952-1956Bob Horn's Bandstand
Bandstand a originellement été lancée sous forme d’une émission de radio dans les années 1940 sous la station WFIL à la Philadelphie. L’animateur Bob Horn connaissait beaucoup de succès avec son émission de radio, mais voulait apparaître sur la télévision. Il a eu la chance en septembre 1952 lorsque le gérant de la station Roger Clipp l’a demandé de remplacer un film annulé avec une version télévisée de son émission où il devra tenir des entrevus avec divers artistes et diffuser de courts films musicaux, l’ancêtre des clips vidéo de musique, dont la collection, restait longtemps dans les archives du studio WFLI-TV. La première émission télévisée inclura une entrevu avec le musicien jazz Dizzy Gillespie au sujet de ses enregistrements et ses tournés et a diffusé un film de Peggy Lee chantant « Mañana ».  Les prochaines diffusions se sont faites de cette manière, mais n’ont pas connu beaucoup de succès. Insatisfait du déroulement de l’émission, Bob Horn suggéra qu’ils invitent les jeunes des alentours de venir danser au studio sur de la musique de vinyles. La danse deviendra le point principal de l’émission avec l’ajout des courts films de musiques. Il s’inspira de l’émission de radio 950 Club animée par Joe Grady and Ed Hurst sur WPEN où ils invitaient les jeunes des écoles secondaires de venir danser dans leur studio sur les vinyles qu’ils diffusaient.
Cette version dansante l’émission prendra le nom de l’émission de radio de Bob Horn Bandstand et sera diffusée le 7 octobre 1952. L’émission aura une diffusion permanente chaque après-midi de jour de semaine entre 15h30 et 16h45 et sera animée par Bob Horn et coanimé par Lee Stewart. Lee Stewart était le propriétaire d’un commerce de radio et de télévision et il apportait une bonne publicité à l’émission. Bandstand était réalisé par Tony Mammarella qui s’organisait des prix d'entrés pour le public en studio, du financement et du décor. Le décor se prêtait à ressembler à l’intérieur d’un magasin de vinyles et l’intérieur d’un gymnase scolaire. Le studio n’éprouvait aucune difficulté de remplir leur studio à une capacité maximale de deux cents personnes.Les jeunes des écoles secondaires West Catholic High for Girls, West Catholic High for Boys, et West Philadelphia High devenait les vedettes de l’émission.
Peu après la diffusion, on décida de couper entièrement les films afin de consacrer l’entièreté de l’émission aux jeunes qui dansaient pendant que Bob Horn joue ses vinyles préférés. Le studio a engagé 25 filles et 15 garçons qui seront des danseurs permanents sur l’émission. La station a dû installer des planchers de danse dans des lieux publics afin que les jeunes qui ne peuvent se présenter au studio puissent danser en écoutant l’émission. Les jeunes qui se présentaient au studio provenaient maintenant de l’extérieur de la région de WFIL-TV. Cette région commençait à être connue sous le nom de WFIL-adelphia. On consacrait une partie de l’émission à demander en tour le nom et l’école des jeunes de l’auditoire. De cette manière, Bandstand visait rejoindre tous les jeunes de la région de la WFIL-adelphia. Plusieurs réalisateurs de musique essayeront leurs musiques sur Bandstand afin de voir s’ils auront un succès commercial. La musique diffusée sur l’émission commençait à influencer ce qui jouait sur la radio.
Bandstand est devenue l’émission le plus écoutée de la ville. En 1954, Bandstand a reçu le prix « People’s Choice » pour le « TV Guide award ». L’émission a pu élargir son public dans ces années vers les Afro-Américains en introduisant de la musique par des artistes afro-américains. Par contre, on interdisait encore le public afro-américain dans l’auditoire du studio. En 1955, la collaboration avec Lee Stewart est devenue inutile et il s’est fait virer. Bob Horn est devenu l’animateur solo de Bandstand jusqu’au 21 juin 1956 lorsqu’il s’est fait arrêter pour conduite sous l’influence de l’alcool. Le poste d’animateur est temporairement occupé par le réalisateur de l’émission, Tony Mammarella, avant que ne soit embauché Dick Clark, un animateur suppléant, de façon permanente, le 9 juillet 1956.

### 1956-1957 Dick Clark’sBandstand

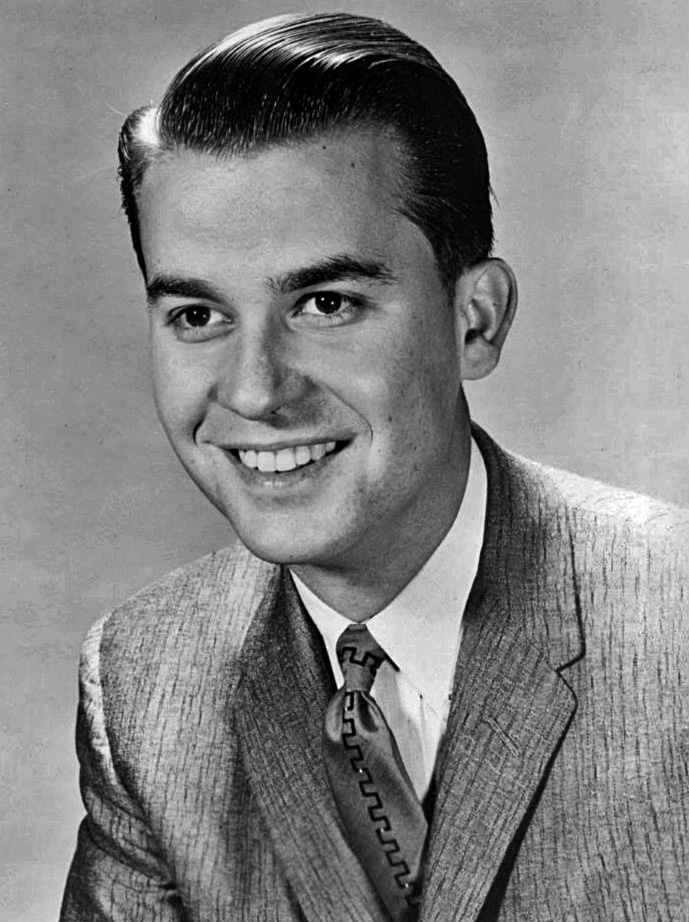
Dick Clark American Bandstand 1961

En juillet 1956, Dick Clark devient l’animateur permanent de l’émission télévisée Bandstand diffusé sur la station de télévision WFIL-TV au poste 6 à la Philadelphie. L’image de Dick Clark donnait à l’émission une apparence plus aimable et permettait à Bandstand de se distancier de leur image anti-rock 'n' roll. Durant les premiers mois de Bandstand animé par Dick Clark, le réalisateur de l’émission Tony Mammarell choisissait la liste de chansons jouées. Clark décida par la suite d’élargir le répertoire de la station en rajoutant des chansons plus rock 'n' roll et en demandant aux jeunes auditoires ce qu’ils préféraient. Il demanda l’aide de Georgie Woods et deux autres DJ de station de radio afro-américaine pour sa sélection musicale afin de satisfaire à un public afro-américain de la Philadelphie. Clark profita de sa position pour créer des liens avec des grands labels discographiques, des disc jockeys, des distributeurs, des organisateurs, des gérants et des artistes de la Philadelphie et du pays. Ces liens ont aidé à remonter Bandstand dans l’industrie de la musique. Dick Clark a réussi à faire de Bandstand l’émission de jour le plus écoutée à Philadelphie et grandement contribuée au marché adolescent des États-Unis. C’est alors que le réseau télévisé ABC a voulu récupérer Bandstand afin de la diffuser sur un réseau national.

### 1957-1989American Bandstand

#### 1957-1964 Philadelphie
En 1957, le réseau de télévision américain ABC voulait élargir son auditoire en en ciblant un nouveau marché; les adolescents. Pour ce faire, il souhaitait acheter Bandstand. Dick Clark et WFIL ont réussi à convaincre ABC de diffuser l’émission en présentant Bandstand comme une émission d’après-midi de jour de la semaine qui a réussi à pénétrer le marché adolescent sans se mêler à la controverse du rock 'n' roll. Tout ce que WFIL demandait à ABC est qu’il paye les frais de transmission de Philadelphie vers le réseau de ABC. Le studio ABC a aussi demandé qu’on change le décor pour que les murs soient remplis de vinyles en or et que le podium de Clark soit plus petit pour qu’il puisse paraître plus grandiose. Il arrêtait aussi de demander le nom des écoles des jeunes qui paraissaient sur la télévision. C’est alors que l’émission a été diffusée à l'essai sur ABC sous le nom de American Bandstand le 5 août 1957 de 15h00 à 16h30 sur quarante-huit de leurs stations. American Bandstand continua à filmer des jeunes en train de danser sur des vinyles et Dick Clark introduira deux ou trois artistes qui interpréteront leurs chansons. L’émission continua à présenter des danseurs permanents qu’ils s’assuraient de porter la nouvelle mode. Le premier artiste à faire son apparition sur l’émission nationale fut Paul Anka qui chantait sa nouvelle chanson « Diana ». L’émission n’était pas un grand succès auprès des adultes, car ils trouvaient qu’elle ressemblait trop aux autres émissions diffusées dans d’autres villes. American Bandstand emmena  par contre un grand nombre de spectateurs à ABC et avait des critiques favorables dans des magazines de jeunesse tels que Seventeen,Teen et 16 Magazine. Quelques semaines après la première émission de American Bandstand sur ABC, le nombre de stations signé avec le réseau a sauté de quarante-huit à soixante. En septembre 1957, American Bandstand était diffusé d’une façon permanente. American Bandstand avait maintenant le pouvoir de populariser une chanson ou une vedette avec seulement une apparition sur l’émission.
Le 7 octobre 1957, ABC a décidé de diffuser une demi-heure d’American Bandstand les lundis soirs entre 19h30 et 20h00 juste avant The Guy Mitchell Show durant les heures de grande écoute due à sa grande popularité. L’émission ne gagnera pas beaucoup de téléspectateurs. Dick Clark a prédit que American Bandstand ne serait pas un grand succès à ces heures-là puisque son public cible, les jeunes et les mères au foyer sont occupés durant ces heures dans la soirée. Le principal sponsor est à cette époque la boisson 7 Up. La dernière diffusion du lundi soir fut en décembre 1957. Par contre, le 15 février 1958, ABC donnera diffusera The Dick Clark Saturday Night Beech-Nut Show où Clark animera l’émission chaque samedi soir jusqu’en 1960. Par la fin d’octobre, American Bandstand était l’émission la plus écoutée dans ses heures de diffusion sur le plan national. Dans les premières années de l’émission sur ABC, Dick Clark a réussi à recevoir plusieurs artistes célèbres tels que Paul Simon and Art Garfunkel, Jerry Lee Lewis, Dion and the Belmonts et Buddy Holly.
American Bandstand a réussi à atteindre vingt millions de téléspectateurs en 1959.
En 1959, les scandales de payola émergeaient ce qui a entrainé une enquête du Congrès envers le commerce de la musique à la suite d'une enquête envers les jeux télévisés. Dick Clark s’est fait enquêter à ce sujet. Lorsque des artistes viendraient performer sur American Bandstand, les maisons de disques rembourseraient l’émission afin que leurs artistes puissent retourner sur American Bandstand. Clark a avoué qu’American Bandstand payait la moitié de leurs artistes et demanda aux compagnies de disques de payer pour leurs artistes lorsque l’émission n’avait plus d’argent. Il investissait avec plusieurs maisons de disques, des maisons d’édition de chansons et des groupes de gestion des artistes. Clark s’est intéressé à trente-trois compagnies de musique et possédait les droits de cent-soixante chansons, dont cent-quarante-trois qu’il a reçu en cadeau. L’animateur s’est défendu de ses accusations en disant qu’il ne brisait aucune loi dans le temps qu’il a accepté les droits des chansons. Il a aussi prouvé qu’il ne diffusait pas plus fréquemment les chansons dans lesquelles il a investi ou dont il possède les droits. Dick Clark a survécu aux accusations de payola mais ABC a obligé à ses employés de signer un affidavit disant qu’ils n’ont jamais accepté de payola. Le réalisateur de l’émission Tony Mammarella a avoué d’avoir accepté des payolas et a démissionné du réseau télévisé. À la suite de l’enquête, Dick Clark a divergé son argent investi dans certains commerces de la musique pouvant créer des conflits dans le futur.
En l’automne de 1961, le temps de diffusion sera diminué de 90 minutes à 60 minutes de 16h00 à 17h00 et par la suite, jouera pendant seulement une demi-heure entre 16h00 et 16h30 en septembre 1962. En 1963, toutes les émissions seront filmées en avance les samedis d’avant pour permettre à Dick Clark de partir en tournée de concert. Le 7 septembre 1963, l’émission cessera de jouer la semaine pour seulement paraître les samedis après-midi pendant une heure jusqu’en 1989.

#### 1964-1987 Los Angeles

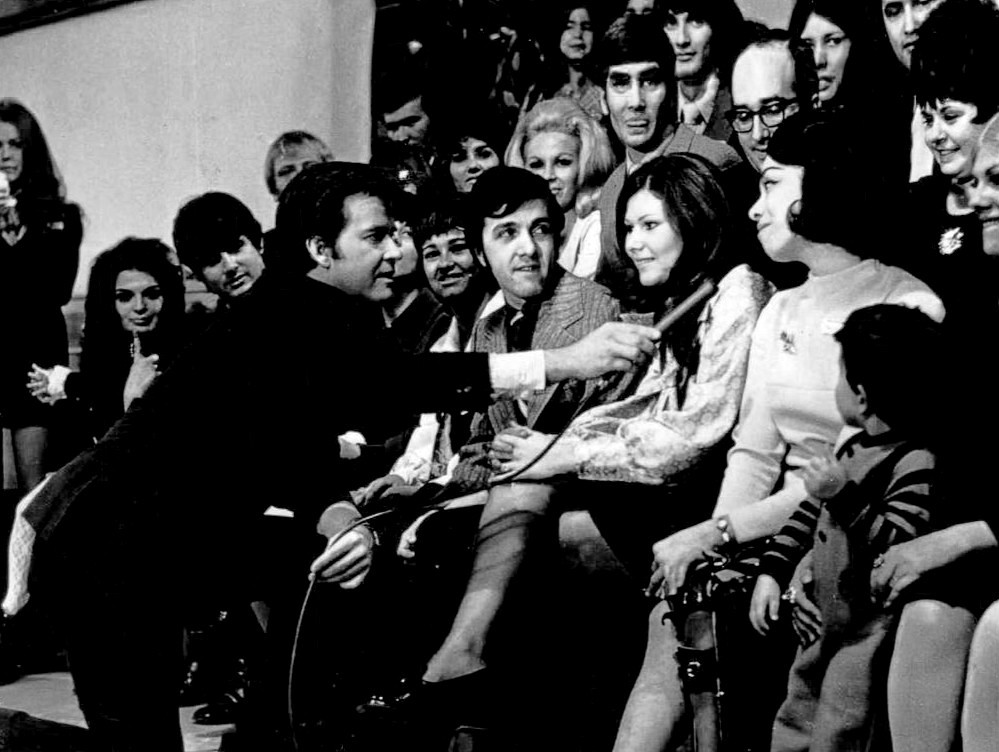
Dick Clark durant American Bandstand, lors du 17e anniversaire, en 1970.

Le 8 février 1964, American Bandstand cessera de diffuser depuis Philadelphie et les studios de production seront déménagés aux studios d’ABC à Los Angeles. C’est seulement après le déménagement que l’on commence à voir apparaître des danseurs afro-américains dans l’émission. Dans les années 1960, American Bandstand acceptait les artistes afro-américains. Plusieurs artistes afro-américains tels que The Miracles, The Four Tops, Jackie Wilson et James Brown faisaient s'y étaient produit. En 1965, les artistes noirs représentaient trente-cinq pour cent des artistes invité sur American Bandstand. C’est en cette année que le premier danseur afro-américain, Famous Hooks, apparut en tant que vedette sur American Bandstand. Le 9 septembre 1967, l’émission va être diffusée en couleur en permanence. Au lieu de filmer les épisodes chaque semaine, on enregistrait trois épisodes un samedi et trois épisodes le dimanche toutes les six semaines. Inspiré par l’émission de danse télévisée Soul Train animé et créé par Don Cornelius, Dick Clark a créé une émission intitulée Soul Unlimited en 1973 animée par Buster Jones où il répétait le principe d’American Bandstand pour un public afro-américain avec un répertoire de musique soul. Cette émission partagera les heures de diffusion d’American Bandstand. Soul Unlimited ne connaitra pas un grand succès et sera annulé après seulement quelques semaines. La communauté afro-américaine était outrée qu’une émission leur étant destinée soit dirigée par un homme blanc. American Bandstand a pu réutiliser les éléments du décor de Soul Unlimited pour leur décor de 1974 à 1978. American Bandstand sera en compétition pendant plusieurs années avec Soul Train pour les jeunes téléspectateurs du samedi après-midi.
Le 4 février 1977, American Bandstand a célébré son 25e anniversaire en invitant un grand nombre d’artistes reconnu. Ils ont accueilli Chuck Berry, Seals and Crofts, Gregg Allman, Junior Walker, Johnny Rivers, the Pointer Sisters, Charlie Daniels, Doc Severinsen, Les McCann, Donald Byrd, Chuck Mangione et la majorité de Booker T. and the MGs dans la même soirée. Tous les artistes se sont ensuite rassemblés pour jouer ensemble « Roll Over Beethoven » de Chuck Berry. Le 27 mai 1978,American Bandstand a connu sa première et dernière coanimatrice Donna Summer qui s’est présenté sur un épisode spécial se concentrant sur la sortie du film Thank Gog It’s Friday. On peut souligner c'est Dick Clark qui invente la danse du YMCA, le 6 janvier 1979 durant la performance de Village People sur American Bandstand.

#### 1987-1989 La syndication d'ABC et USA Network
Durant les années 1980, le nombre de téléspectateurs d’American Bandstand était en déclin. Le plus grand facteur de ce déclin est probablement l’apparence des chaines de musique télévisées telles que MTV et Much Music ainsi qu’un grand nombre de stations affiliées à ABC commençaient à remettre ou annuler leurs diffusions d’American Bandstand. Les jeunes étaient maintenant présentés avec plusieurs options d’émissions musicales télévisées et cela n’avantageait pas American Bandstand. L’émission perdra beaucoup de son importance. Aussi, l’on remplaçait de plus en plus American Bandstand par des matchs de football collégial qui gagnait de plus en plus de popularité en 1984. C’est ainsi que le temps de diffusion d’American Bandstand fut coupé d’une heure à seulement trente minutes en 1986.
En 1987, Dick Clark a demandé qu’American Bandstand soit mi disponible pour la syndication. C’est alors que l’émission cesse d’être diffusée uniquement sur ABC. Le dernier épisode d’American Bands diffusé sur ABC fut le 5 septembre 1987. L’émission fut enregistrée dans les studios de KCET où Dick Clark continua d’animer. American Bandstand fut principalement diffusé sur le réseau NBC et ses stations affiliées. La syndication de l’émission dura du 19 septembre 1987 au 4 juin 1988.
Le 8 avril 1989, American Bandstand déménagea au réseau USA Network pour sa dernière année. Les rôles d’animateur furent repris par le comédien David Hirsh, mais Dick Clark garda son rôle de réalisateur. Le dernier épisode d’ American Bandstand fut diffusé le 7 octobre 1989, soit 37ans après le premier épisode sur WFIL-TV, où les invités The Cover Girls ont performé leurs chansons « My Heart Skips a Beat » et « We Can’t Go Wrong ».

## Protocole d'entrée

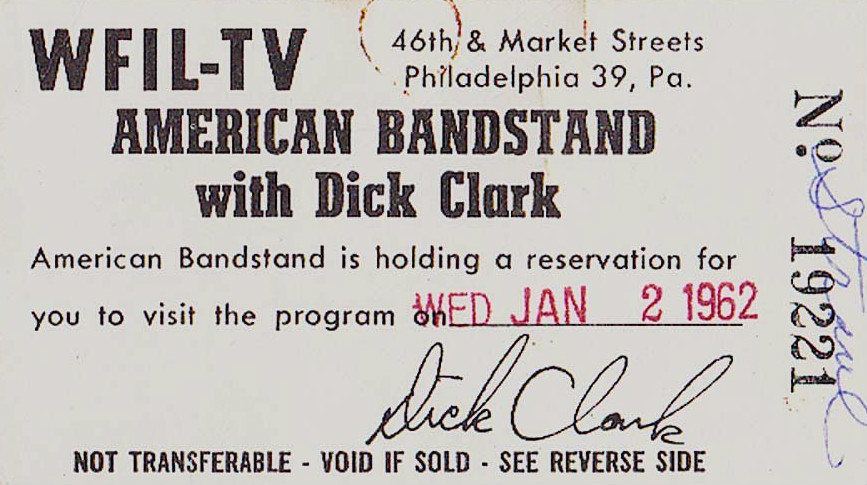
Billet d'entrée pour American Bandstand, année 1962.

Dans les années 1952-1953, peu de jeunes afro-américains se présentaient pour danser sur Bandstand. Ceux qui se présentaient se faisaient souvent intimider et les caméras les évitaient. À la suite de la grande hausse en popularité de l’émission, le réseau a dû mettre en place un protocole d’admission qui excluait non explicitement les Afro-Américains. Bandstand mit en place un comité de douze jeunes blancs qui assuraient le code vestimentaire et maintenaient l’ordre. En 1954, tous les jeunes excluant ceux du comité furent obligés d’envoyer une lettre au WFIL-TV pour demander d’apparaître dans l’émission. Ils devaient donc se procurer un billet d'entrée avant de se présenter au studio. La possibilité pour un jeune Afro-Américain de danser dans Bandstand était impossible, et cette situation dura plus de dix ans. C’est seulement en 1965, lorsque Bandstand fut diffusée par le réseau ABC que le premier danseur noir apparut à la télévision. Au cours des années 1967-1968, les jeunes danseurs invités reflètent visiblement mieux la diversité ethnique de la population américaine.

## Récompenses
L'émission a reçu trois Daytime Emmy Awards en 1982, 1983 et 1988.

## Pour approfondir

### Articles liés
- Soul Train
- Top of the Pops